# São Pedro de Gafanhoeira
São Pedro de Gafanhoeira é uma povoação portuguesa do Município de Arraiolos que foi sede da Freguesia de São Pedro de Gafanhoeira, freguesia que tinha 46,12 km² de área e 494 habitantes (2011), e, por isso, uma densidade populacional de 10,7 hab/km².
A freguesia de São Pedro de Gafanhoeira foi extinta em 2013, no âmbito de uma reforma administrativa nacional, tendo sido agregada à freguesia de Sabugueiro, para formar uma nova freguesia denominada União das Freguesias de Gafanhoeira (São Pedro) e Sabugueiro da qual é sede.
A aldeia de S. Pedro da Gafanhoeira situa-se junto à margem norte da Ribeira de Vide. As suas origens remontam à Baixa Idade Média.

## População
| População da freguesia de Gafanhoeira (São Pedro) | População da freguesia de Gafanhoeira (São Pedro) | População da freguesia de Gafanhoeira (São Pedro) | População da freguesia de Gafanhoeira (São Pedro) | População da freguesia de Gafanhoeira (São Pedro) | População da freguesia de Gafanhoeira (São Pedro) | População da freguesia de Gafanhoeira (São Pedro) | População da freguesia de Gafanhoeira (São Pedro) | População da freguesia de Gafanhoeira (São Pedro) | População da freguesia de Gafanhoeira (São Pedro) | População da freguesia de Gafanhoeira (São Pedro) | População da freguesia de Gafanhoeira (São Pedro) | População da freguesia de Gafanhoeira (São Pedro) | População da freguesia de Gafanhoeira (São Pedro) | População da freguesia de Gafanhoeira (São Pedro) |
| ------------------------------------------------- | ------------------------------------------------- | ------------------------------------------------- | ------------------------------------------------- | ------------------------------------------------- | ------------------------------------------------- | ------------------------------------------------- | ------------------------------------------------- | ------------------------------------------------- | ------------------------------------------------- | ------------------------------------------------- | ------------------------------------------------- | ------------------------------------------------- | ------------------------------------------------- | ------------------------------------------------- |
| 1864                                              | 1878                                              | 1890                                              | 1900                                              | 1911                                              | 1920                                              | 1930                                              | 1940                                              | 1950                                              | 1960                                              | 1970                                              | 1981                                              | 1991                                              | 2001                                              | 2011                                              |
| 652                                               | 870                                               | 823                                               | 821                                               | 1 053                                             | 1 119                                             | 1 228                                             | 1 479                                             | 1 491                                             | 1 768                                             | 1 617                                             | 1 364                                             | 679                                               | 623                                               | 494                                               |

Com lugares desanexados da freguesia de São Pedro da Gafanhoeira foi criada pela Lei nº 62/88, de 23 de Maio,a freguesia de Sabugueiro

## Património
- Igreja de São Pedro da Gafanhoeira
- Igreja de Santa Clara do Sabugueiro